# Tiroler Widerstandsbewegung
Tiroler Widerstandsbewegung ist der Name, unter dem eine Kollaboration verschiedener Tiroler Widerstandsgruppen während der Zeit des Nationalsozialismus nach dem 13. April 1945 auftrat.

## Geschichte
Tirol war neben Wien in der Ostmark das Zentrum des Widerstands. Seine geografische Lage mit langgestreckten Gebirgszügen und einer sehr katholisch geprägten Landbevölkerung, die der anti-religiösen Haltung der Nationalsozialisten ablehnend gegenüberstand, half eine starke politische Subkultur zu bilden. Bereits seit dem Anschluss entstanden in Tirol zunehmend mehr kleinere Widerstandskreise. Die geographische Isolation in den einzelnen Tälern führte aber auch zu einer Zersplitterung und verhinderte sehr lang eine Einigung. 
Ab 1943 fand etwas mehr Vernetzung statt, besonders auf Betreiben von Friedrich Würthle. So kam es vermehrt zu Treffen verschiedener Gruppen in bzw. in der Nähe von Innsbruck. Bei einem dieser Treffen nahm auch Karl Gruber teil, der nur auf Besuch in Tirol war, sonst in Berlin arbeitete und dort in der Widerstandsgruppe Blumengarten aktiv war. Im Winter 1944/45 wurde er von Berlin nach Innsbruck versetzt. Dort begann er damit, die lokalen Gruppen zu einer zentralen Bewegung zusammenzufassen. Am 13. April 1945 wählten ihn die Führer der wichtigsten Gruppierungen zum Leiter einer Tiroler Kommandostelle und Würthle zu seinem Stellvertreter. In dieser Funktion vermochte er die Widerstandsbewegung erfolgreich zu koordinieren.
Mitte April 1945 kam auch Otto Molden gemeinsam mit dem OSS-Verbindungsoffizier Joseph Franckenstein und dem Funker Ludwig Totzenberger über die italienische Grenze nach Innsbruck um sich der Mitarbeit des lokalen Widerstands im erwarteten Kampf um Tirol zu versichern. Durch Otto und Fritz Molden entstand auch ein Anknüpfungspunkt zur Gruppe O5. Die Organisation wurde nun stetig besser, es bestand regelmäßiger Funkkontakt zu den heranrückenden Amerikanern, man hatte Gruppenmitglieder im Post- und Telegrafenamt, Mitglieder des Militärs und sogar eine Gruppe der Polizei war infiltriert. Ziel der Tiroler Widerstandsbewegung war es nun, Tirol und Innsbruck von der nationalsozialistischen Herrschaft zu befreien, bevor die ersten US-Truppen heranrückten. 
Nach der Kapitulation der Heeresgruppe Südwest (Operation Sunrise), die am 2. Mai in Kraft trat, begann an diesem Tag die militärische Befreiungsaktion der kooperierenden Widerstandsgruppen. Dabei wurden Kasernen, Polizeistationen und Rundfunksender von ihnen besetzt. Außerdem wurde der Innsbrucker Polizeipräsident und der Wehrmachtskommandant von Tirol gefangen genommen. Am 3. Mai konnte morgens das Innsbrucker Polizeipräsidium eingenommen werden, mittags verließ Gauleiter Franz Hofer – nicht zuletzt aufgrund der geschickten Aktionen des OSS-Agenten Fred Mayer – das Landhaus, welches gegen 14 Uhr kampflos von der Widerstandsgruppe besetzt und an dem die rot-weiß-rote Fahne gehisst wurde. Über das Radio sendete man die Botschaft: 

„Österreicher! Tiroler! Innsbrucker! Die Stunde eurer Befreiung ist gekommen. Die gesamte Südfront hat kapituliert. Die alliierten Truppen stehen vor Innsbruck. Jeder weitere Widerstand wäre nicht nur zwecklos, sondern er ist ein Verbrechen an Volk und Staat. Wer die Waffen weiter führt, den Widerstand auch nur entfernt begünstigt, wird als Verbrecher bestraft. Sieben Jahre bitterster Knechtschaft und Bedrückung sind restlos vorbei. Die Alliierten kommen als unsere Befreier und Retter. Ihnen gilt in dieser historischen Stunde der Wiedergeburt unseres Tirols und eines freien Österreichs unser Dank. Wir wollen aber auch jener gedenken, die für die Sache Österreichs und unseres engeren Heimatlandes trotz aller Gefahren in all den Jahren der Knechtschaft arbeiteten, litten und starben. Hißt von allen Häusern die Fahnen! Nicht weiße sollen es sein, sondern rot-weiß-rote oder rot-weiße, die Farben unseres heißgeliebten Österreichs, unseres Tirols. Es lebe die Freiheit! Es lebe Tirol! Es lebe Österreich!“

Wenngleich die Nachricht von der Kapitulation eine Finte war, erzielte sie ihre Wirkung: Hunderte Innsbrucker strömten auf die Straße um die Widerstandsgruppe zu unterstützen und erhielten teilweise Waffen. Vereinzelt kam es zu Schießereien, aber zum größten Teil zogen sich auch die letzten SS-Einheiten zurück. Als am Abend des 3. Mai 1945 die ersten US-Truppen eintrafen, fanden sie eine von der nationalsozialistischen Herrschaft befreite Stadt Innsbruck vor.
Karl Gruber wurde später der erste Landeshauptmann im befreiten Tirol.

## Rezeption
Diese Befreiungsaktion gilt als eine der wichtigsten Leistungen des österreichischen Widerstandes. Nach dem Krieg entwickelte sich jedoch das Narrativ einer „Selbstbefreiung“ Tirols, das dem Historiker Peter Pirker zufolge eine einseitige und sehr männlich dominierte Deutung darstelle. So wurde in den Geschichtserzählungen vorwiegend die Leistungen der Männer im Widerstand betont, während die Unterstützung durch Frauen und der große Beitrag jüdischer Akteure häufig unter den Tisch fielen.